# ナイル川デルタ
座標: 北緯30度54分 東経31度7分 / 北緯30.900度 東経31.117度

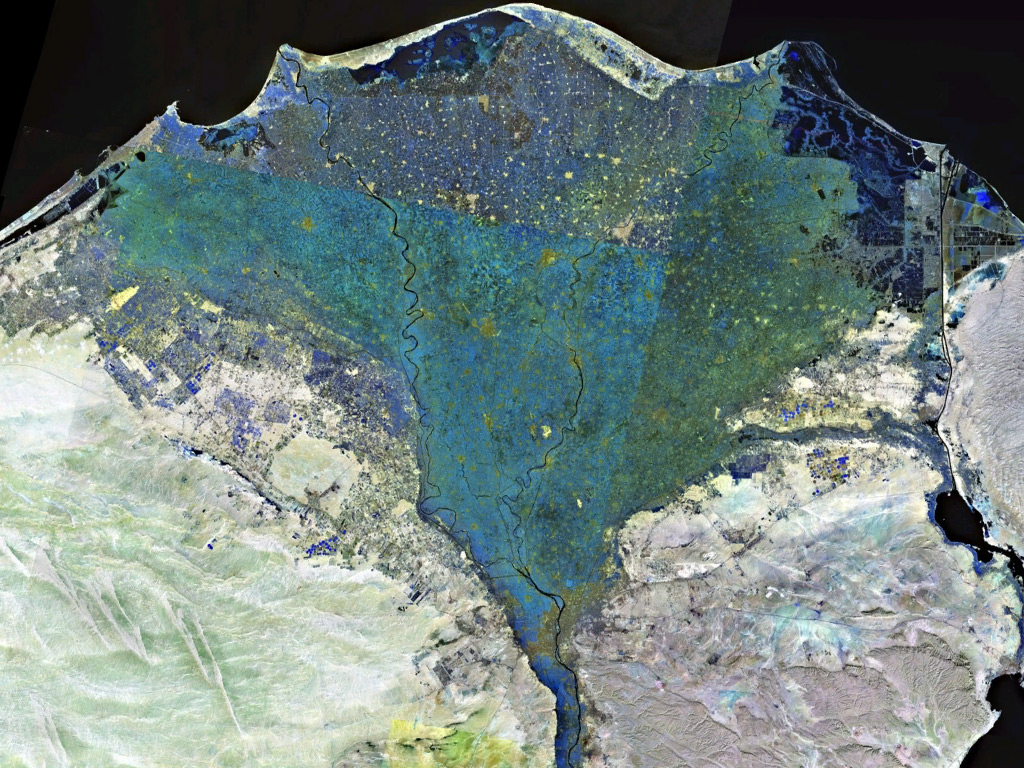
ランドサット画像に色を塗った図

ナイル川デルタ（ナイルがわデルタ、アラビア語: دلتا النيل、英: Nile Delta）は、エジプト北部のナイル川河口にある三角州（デルタ）地帯。アレクサンドリアからポートサイドにかけ、東西240kmにわたり広がり面積は約24,000㎢で、関東地方(約32,000㎢)から群馬県を除いた程度の大きさである。世界最大級の三角州で、肥沃な土壌を生んでいる。首都カイロから少し下ったところから始まる。河口まで160kmだが、その間の高低差は16mしかない。デルタの厚さは平均20m。

## 地理

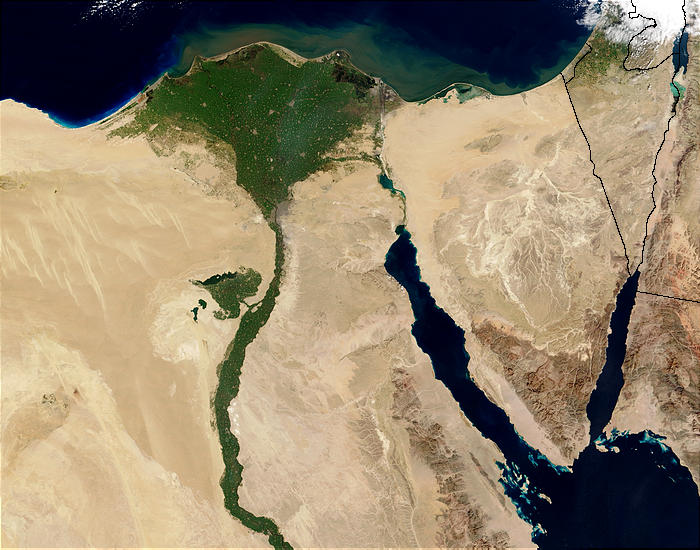
ナイル川とデルタ地帯

南北160km、東西240kmにわたって広がる。ディムヤート川（ダミエッタ川）とロゼッタ川の二つの主流を境に東西に分けられることもある。この二つはそれぞれ同名の港湾都市（ディムヤートとロゼッタ）を通り、地中海に流れ込む。過去にはもっと多くの分流があったが、治水事業により多くが消滅した。その一つにワジ・トゥミラートがある。スエズ運河が走る北東部にはマンザラ湖、ブルルス湖、イドゥク湖、マリュート湖などの湖沼がある。
上空から見ると三角形やハスの花に見えることから、デルタはアーチ形をしていると言われる。外縁部では砂漠を侵食し、沿岸部のラグーンは年々塩分濃度が濃くなっている。アスワン・ハイダムの建設により上流から流れ着く栄養分や堆積物が均等化してからは、氾濫原の土壌がやせたため、大量の肥料が使われはじめた。

## 歴史

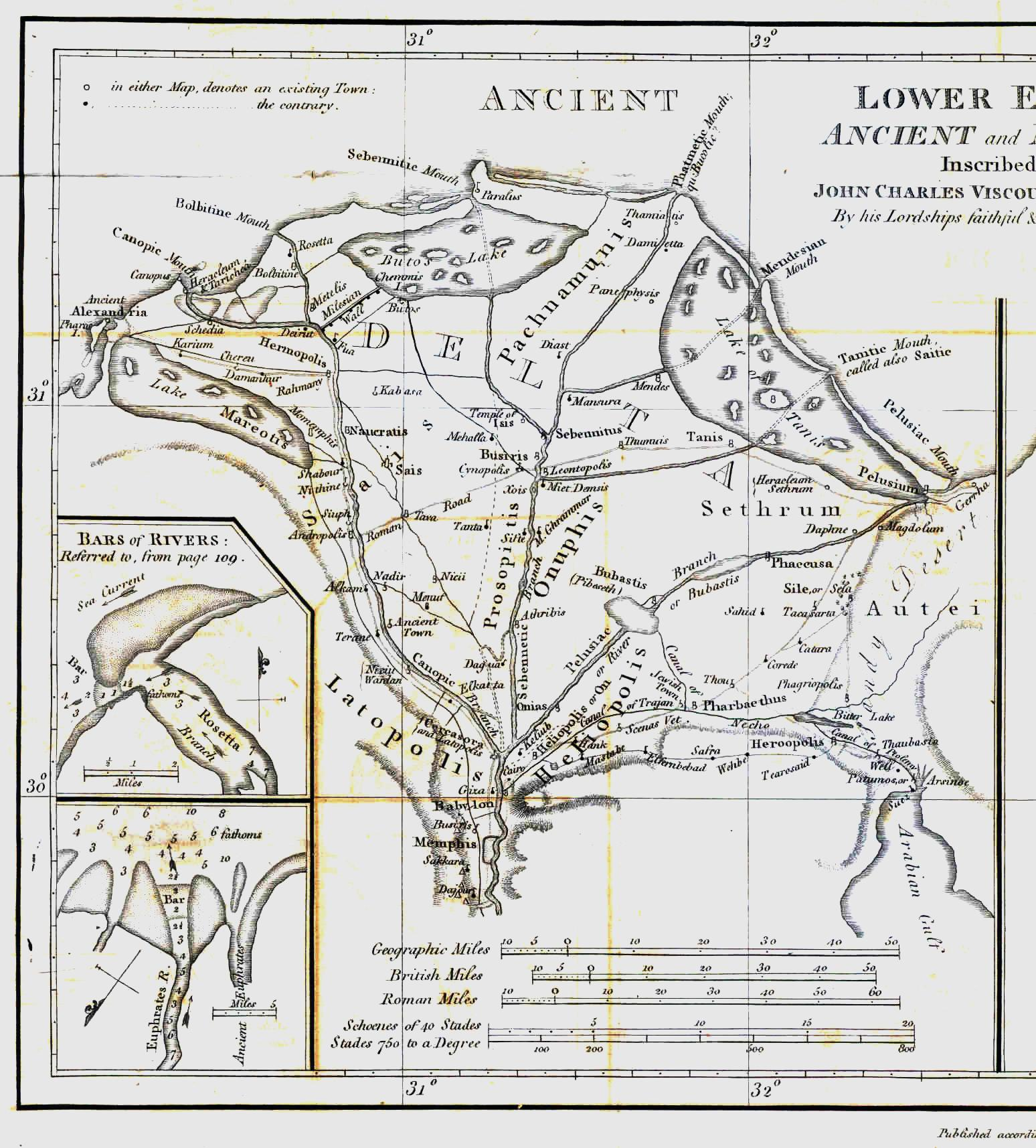
ヘロドトスの時代のデルタ。ジェイムズ・レンネル画（1800年）

ナイル川デルタには数千年前から人々が住み着き、遅くとも5000年前には耕作が始まっていた。上流にアスワン・ハイダムが建設されるまでは、ナイル川は毎年のように氾濫を起こしていた。ガイウス・プリニウス・セクンドゥスによるとデルタには7つの分流があり、東から西へそれぞれPelusiac、Tanitic、Mendesian、Phatnitic（Phatmetic）、Sebennytic、Bolbitine、Canopic（Herakleotic）と呼ばれていた。現在では治水事業などによりほとんどが消滅し、東にディムヤート川（古代のPhatnitic）、西にロゼッタ川（Bolbitine）が流れるのみである。デルタの西端にはアレキサンドリア、東端にはペルシウムという大きな港湾都市があった。1799年にはロゼッタ市でロゼッタ・ストーンが発見された。ファラオの時代には下エジプトや「ゴシェンの地」として知られていた。デルタでは多くの考古学遺跡が残る。
20世紀後半から約60年間、デルタ地帯は地中海の海面上昇により年平均35mから75m程度後退しつつある。

## 人口
エジプトの総人口約1億人のおよそ半数がデルタ地帯に住む。主要都市の郊外では人口密度が1平方kmあたり1000人を超える。

## 動植物

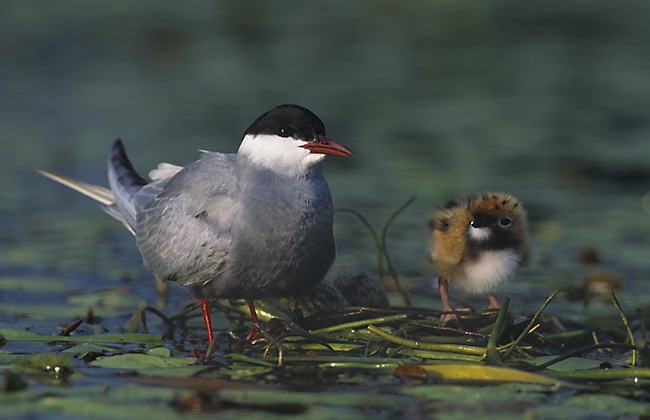
クロハラアジサシ

秋には一部で赤いハスの花が咲く。南部の下エジプトではエジプトハス、北部の上エジプトではカヤツリグサパピルスが見られるが、近年めっきり減った。冬にはアオサギ、シロチドリ、ハシビロガモ、ウなどの数十万羽の水鳥が押し寄せ、その中にはヒメカモメやクロハラアジサシもいる。
カエル、カメ、マングース、ナイルオオトカゲなどの動物もいる。昔はナイルワニやカバといった大型動物も広範囲に分布していたが、今では見られない。ボラやカレイなどの魚もいる。

## 気候
ナイル川デルタは地中海性気候で、冬を中心に年間100から200mmの雨が降る。7月から8月にかけてが最も暑く、平均で30度、最高気温は48度にもなる。冬は10度から19度の間で推移する。この気温と少々の雨により、冬はかなり湿度が高くなる。

## 流域の県
- アレクサンドリア県
- ブハイラ県
- カフル・アッシャイフ県
- ガルビーヤ県
- ミヌーフィーヤ県
- カリュービーヤ県
- ダカリーヤ県
- ディムヤート県
- シャルキーヤ県
- ポートサイド県
- イスマイリア県

## 流域の都市
- アブシール
- アレクサンドリア
- アヴァリス
- ビルベース
- ブバスティス
- カノープス
- ダマンフール
- ディムヤート
- カフル・アッシャイフ
- レオントポリス
- メンデス
- ミタブアル＝クム
- マンスーラ
- ナウクラティス
- ペルシウム
- ポートサイド
- ロゼッタ
- サイス
- タニス
- タンタ
- ザガジグ